# Tuguro-Chumikansky (huyện)
Huyện Tuguro-Chumikansky (tiếng Nga: Тугу́ро-Чумика́нский райо́н) là một huyện hành chính tự quản (raion), của Vùng Khabarovsk, Nga. Huyện có diện tích 96061 km², dân số thời điểm ngày 1 tháng 1 năm 2000 là 2700 người. Trung tâm của huyện đóng ở Chumikan.